# Gårdstångastenen 2
Gårdstångastenen 2, tidigare kallad Gårdstångastenen I, (DR 330) är en skadad runsten placerad vid Runstenshögen i Lundagård,  Lund. Stenen är ristad på två sidor.
Nils G. Bruzelius upptäckte stenen 1867 i Gårdstånga kyrkomur. Den sändes strax därefter till Lund tillsammans med Gårdstångastenen 3 som upptäcktes vid samma tillfälle.

## Inskrift

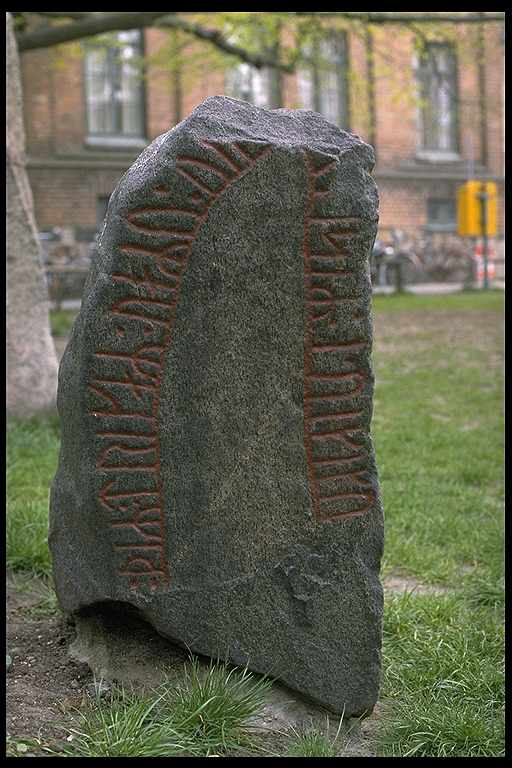

Translitterering av runraden:
§A ...usti : auk : kunar : ...u : stina : þasi : aiftiʀ : kn... ¶ ... ...biurn : filaka : si(n)(-) 
§B : þiʀ : trikaʀ : uaʀu : u--(-) --isiʀ : i · uikiku
Normalisering till rundanska:
§A Tosti(?) ok Gunnar ... stena þæssi æftiʀ ... [ok] ...biorn, felaga sin[a]. 
§B Þeʀ drængiaʀ waʀu w[iþa] [un]esiʀ i wikingu.
Översättning till nusvenska:
(...usti) och Gunnar (reste eller satte) stenar dessa efter (kn...) och ...björn, kamraterna sina. Dessa kämpar voro vida kända i viking.